# Charlotte Durif

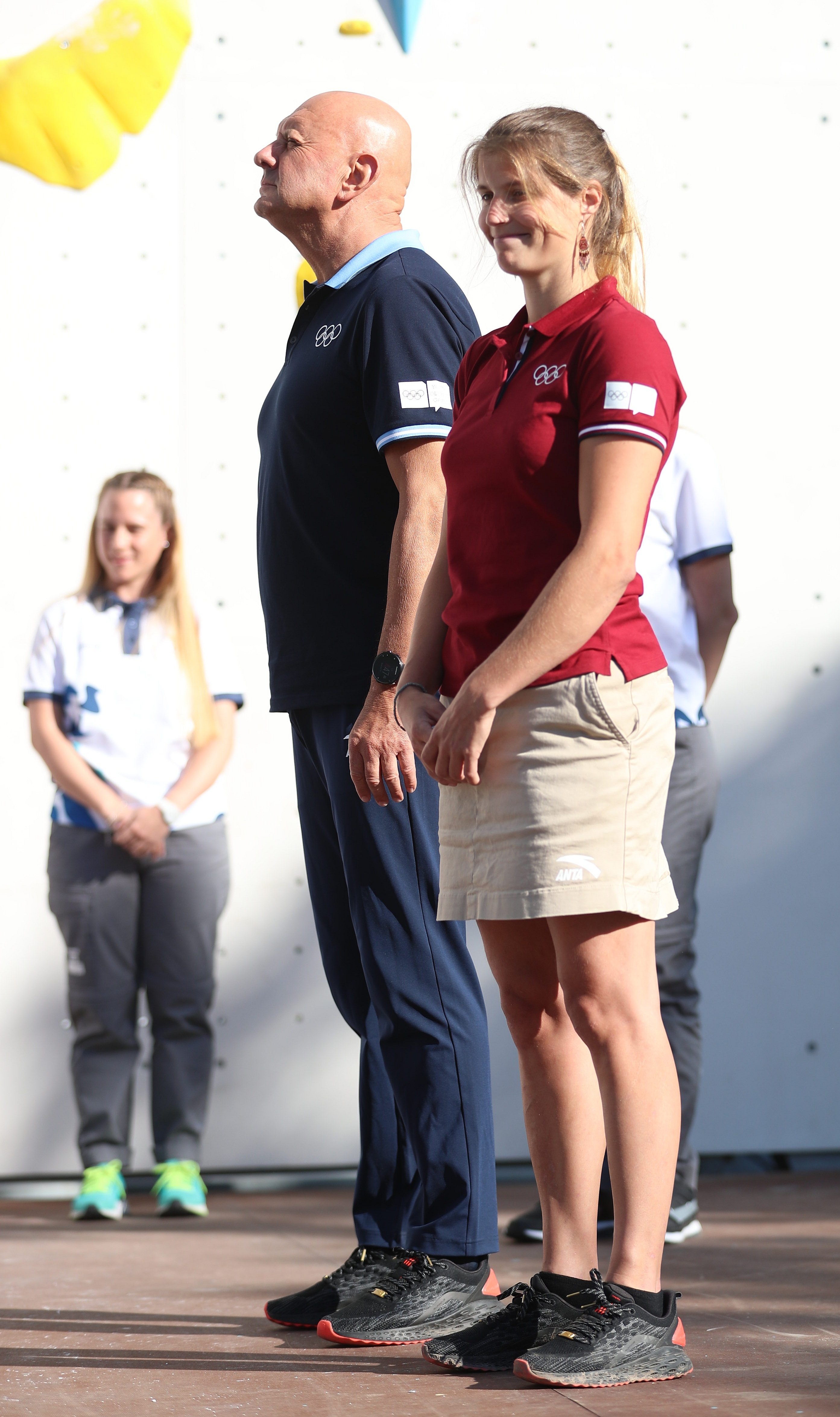
Charlotte Durif, Letní olympijské hry mládeže 2018

Charlotte Durif (* 18. srpna 1990) je francouzská reprezentantka ve sportovním lezení. Mistryně Evropy, mistryně Francie a juniorská mistryně v lezení na obtížnost, vítězka mistrovství USA. Závodila také v lezení na rychlost a v boulderingu.

## Výkony a ocenění
- 2006: mistryně Evropy v lezení na obtížnost
- 2009: stala se první pětinásobnou zlatou medailistkou na MSJ, navíc jen v jedné disciplíně (obtížnost)
- 2013: vítězka otevřeného mistrovství USA v lezení na obtížnost
- 2006-2014: několikanásobná nominace na prestižní mezinárodní závody Rock Master v italském Arcu, kde získala bronz a dvakrát postoupila do duelu
- 2008-2015: šestinásobná mistryně Francie (obtížnost; nepřetržitě na stupních vítězů 2006-2015)
- 2007-2016: její nejlepší umístění na mistrovství světa bylo páté místo v roce 2012

### Sportovní výstupy ve skalách
- 8c

### Závodní výsledky
| Arco Rock Master | Arco Rock Master | Arco Rock Master | Arco Rock Master | Arco Rock Master | Arco Rock Master | Arco Rock Master |
| Rok              | 2006             | 2007             | 2009             | 2010*            | 2011             | 2014             |
| ---------------- | ---------------- | ---------------- | ---------------- | ---------------- | ---------------- | ---------------- |
| Obtížnost        | 3                | 12               | 4                | 10               | MS 15            | 4                |
| Duel             | —                | —                | —                | —                | 12               | 6                |

* pozn.: v roce 2010 byla rozšířená nominace jako příprava na MS 2011
| Mistrovství světa | Mistrovství světa | Mistrovství světa | Mistrovství světa | Mistrovství světa | Mistrovství světa | Mistrovství světa |
| Rok               | 2007              | 2009              | 2011              | 2012              | 2014              | 2016              |
| ----------------- | ----------------- | ----------------- | ----------------- | ----------------- | ----------------- | ----------------- |
| Obtížnost         | 10                | 22                | 15                | 5                 | 8                 | 13                |
| Rychlost          | —                 | —                 | —                 | —                 | 22                | 26                |
| Bouldering        | —                 | —                 | —                 | —                 | 18                | 33-35             |

| Světový pohár | Světový pohár | Světový pohár | Světový pohár    | Světový pohár | Světový pohár | Světový pohár | Světový pohár    | Světový pohár | Světový pohár | Světový pohár | Světový pohár |
| Rok           | 2006          | 2007          | 2008             | 2009          | 2010          | 2011          | 2012             | 2013          | 2014          | 2015          | 2016          |
| ------------- | ------------- | ------------- | ---------------- | ------------- | ------------- | ------------- | ---------------- | ------------- | ------------- | ------------- | ------------- |
| Obtížnost     | 7             | 7             | 5-6              | 13            | 6             | 9             | 6                | 25            | 12            | 39-42         | 23            |
| jednotlivě*   | x             | x             | Bronzová medaile | x             | Zlatá medaile | x             | Bronzová medaile | x             | x             | x             | x             |
|               |               |               |                  |               |               |               |                  |               |               |               |               |
| Rychlost      | —             | —             | —                | —             | —             | —             | —                | —             | —             | —             | 39            |
| jednotlivě*   | —             |               |                  |               |               |               |                  |               |               |               | x             |
|               |               |               |                  |               |               |               |                  |               |               |               |               |
| Bouldering    | —             | —             | 20               | —             | —             | —             | —                | —             | 35            | 19            | 38            |
| jednotlivě*   | —             |               | Stříbrná medaile |               |               |               |                  |               | x             | x             | x             |
|               |               |               |                  |               |               |               |                  |               |               |               |               |
| Kombinace     | —             | —             | 7                | —             | —             | —             | —                | —             | 8             | 7             | 10            |

| Mistrovství Evropy | Mistrovství Evropy | Mistrovství Evropy | Mistrovství Evropy | Mistrovství Evropy | Mistrovství Evropy |
| Rok                | 2006               | 2008               | 2010               | 2013               | 2015               |
| ------------------ | ------------------ | ------------------ | ------------------ | ------------------ | ------------------ |
| Obtížnost          | 1                  | 6                  | 7                  | 5                  | 12                 |
| Rychlost           | —                  | —                  | —                  | —                  | 30                 |
| Bouldering         | —                  | —                  | —                  | —                  | 8                  |

| Mistrovství Francie | Mistrovství Francie | Mistrovství Francie | Mistrovství Francie | Mistrovství Francie | Mistrovství Francie | Mistrovství Francie | Mistrovství Francie | Mistrovství Francie | Mistrovství Francie | Mistrovství Francie |
| Rok                 | 2006                | 2007                | 2008                | 2009                | 2010                | 2011                | 2012                | 2013                | 2014                | 2015                |
| ------------------- | ------------------- | ------------------- | ------------------- | ------------------- | ------------------- | ------------------- | ------------------- | ------------------- | ------------------- | ------------------- |
| Obtížnost           | 2                   | 3                   | 1                   | 2                   | 1                   | 1                   | 1                   | 1                   | 2                   | 1                   |

| Mistrovství USA | Mistrovství USA |
| Rok             | 2013            |
| --------------- | --------------- |
| Obtížnost       | 1               |

| Mistrovství světa juniorů | Mistrovství světa juniorů | Mistrovství světa juniorů | Mistrovství světa juniorů | Mistrovství světa juniorů | Mistrovství světa juniorů | Mistrovství světa juniorů |
| Rok                       | 2004 kat. B               | 2005 kat. B               | 2006 kat. A               | 2007 kat. A               | 2008 juniorky             | 2009 juniorky             |
| ------------------------- | ------------------------- | ------------------------- | ------------------------- | ------------------------- | ------------------------- | ------------------------- |
| Obtížnost                 | 1                         | 1                         | 1                         | 1                         | 3                         | 1                         |

## Filmografie
- 2011: The Fanatic Search2 - A Girl Thing, režie Laurent Triay